# 벨기에의 파비올라
파비올라 데 모라 이 아라곤(스페인어: Fabiola de Mora y Aragón, 1928년 6월 11일 ~ 2014년 12월 5일)는 벨기에 국왕 보두앵의 왕비이다.